# Mikko Mäkelä
Mikko Mäkelä (n. 28 februarie 1965, Tampere, Finlanda) este un jucător de hochei pe gheață ce a reprezentat Finlanda, medaliat olimpic. A participat la 2 ediții ale Jocurilor Olimpice (1992, 1994) în care a câștigat o medalie de bronz.